# Italiaanse parlementsverkiezingen 2008
Op 13 en 14 april 2008 werden er algemene parlementsverkiezingen in Italië gehouden, nadat de Italiaanse president Giorgio Napolitano het parlement ontbond, na de val van de regering van premier Romano Prodi doordat de regering in de Senaat was weggestemd. Na de val van de regering probeerde Senaatsvoorzitter Franco Marini een nieuwe regering te vormen om het kiesstelsel te hervormen. Maar Marini slaagde daar niet in, waardoor verkiezingen werden uitgeschreven.
De Italianen kozen 315 senatoren en 630 afgevaardigden voor de Kamer. Over de kieswet en de manier waarop het parlement functioneert bestaat grote onvrede. Daarom heeft president Napolitano geprobeerd de partijen bijeen te brengen om de kieswet aan te passen en de instituties te hervormen. Oppositieleider en oud-premier Silvio Berlusconi weigerde hierin mee te gaan, omdat hij volgens de peilingen de verkiezingen zou winnen.
Op 14 april sloot de stembus en na het tellen van de stemmen bleek dat Silvio Berlusconi de winnaar was van de verkiezingen. Hij werd de nieuwe minister-president worden van Italië. Hij volgde Romano Prodi op, die hem in 2006 opvolgde als premier, na de verkiezingen van 2006.

## De val van Prodi-II
Na de verkiezingen van 2006, die nipt werd gewonnen door Prodi, werd de regering bijna continu geteisterd door moeilijkheden. In februari 2007 kreeg de regering niet genoeg steun in de Senaat voor de Afghanistan-missie. Prodi diende daarom zijn ontslag in bij president Napolitano, maar na nieuwe gesprekken werd er besloten om toch door te gaan.
In januari 2008 trad justitieminister Clemente Mastella af omdat hij verdacht werd van corruptie en afpersing. In eerste instantie beloofde Mastella dat zijn Volksalliantie- UDEUR de regering zou blijven steunen, maar daar kwam hij dagen later op terug. Daarom was de regering haar meerderheid kwijt in de Senaat. Toen Prodi het vertrouwen vroeg van de Senaat, kreeg hij geen meerderheid achter zich. Hij diende daarom onmiddellijk zijn ontslag in bij de president.

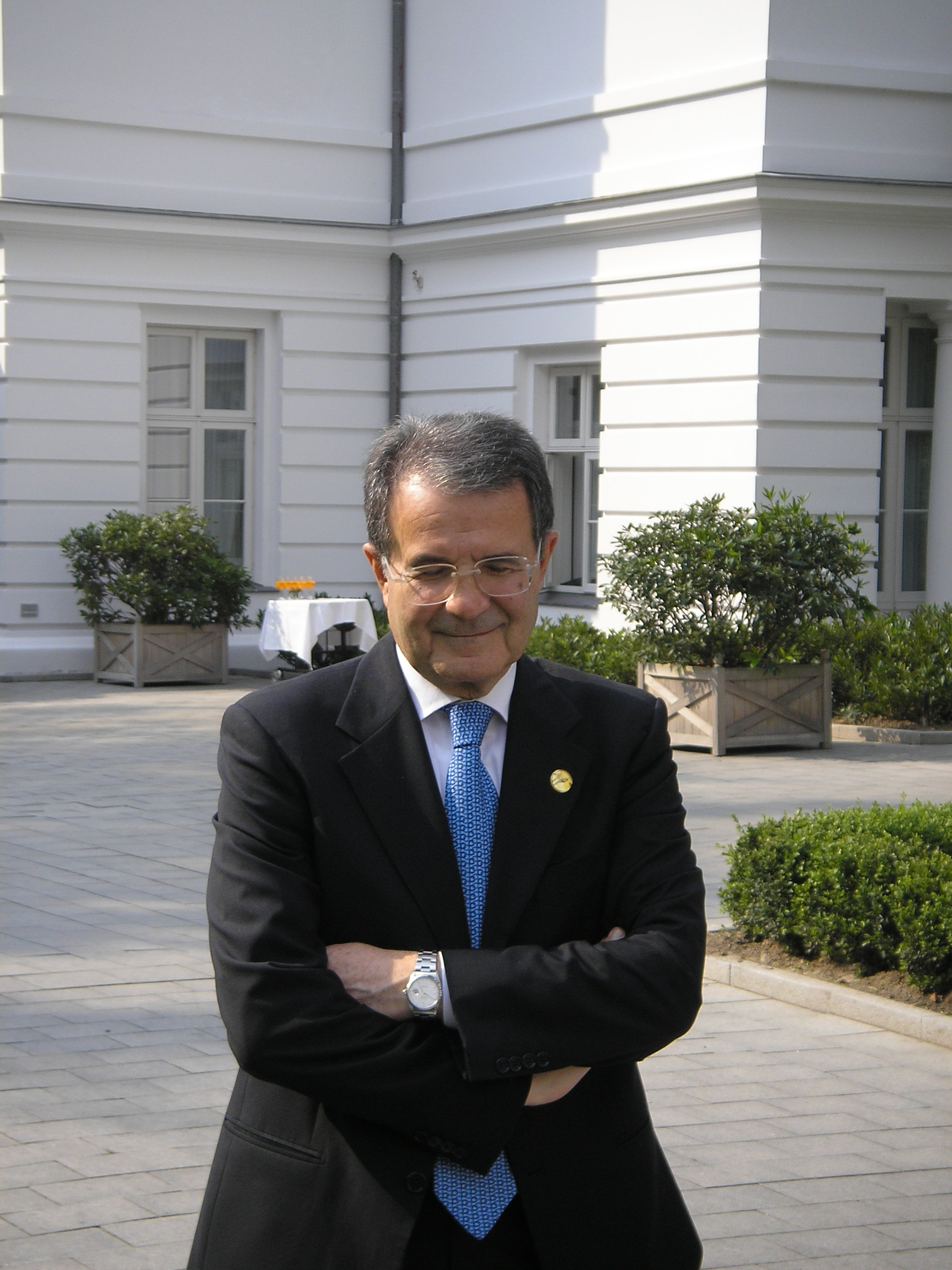
Romano Prodi

De president wilde graag dat de huidige kieswet zou worden veranderd, aangezien er 39 partijen in het parlement zitten, als gevolg van de kieswet. Al deze partijen zorgen voor een grote instabiliteit. Daarom wilde de president de kieswet aanpassen voor hij nieuwe verkiezingen zou uitschrijven. Oppositieleider Silvio Berlusconi weigerde echter mee te werken, waardoor de vorming van een nieuwe regering onmogelijk was.
Hierdoor besloot de president nieuwe verkiezingen uit te schrijven. De nieuwe leider van de Democratische Partij, de 52-jarige Walter Veltroni, zei dat hij de verlammende blokvorming met de andere partijen op te zullen heffen. Jarenlang wordt de Italiaanse politiek namelijk gekenmerkt door twee grote blokken, namelijk de centrumrechtse Huis van de Vrijheden en de centrumlinkse Unie. Veltroni maakte bekend dat de Democratische Partij alleen de verkiezingen in zal gaan, met een eigen programma en een reeks nieuwe kandidaten aan wie niet de bezoedeling van het verleden kleeft.
Berlusconi heeft bekendgemaakt een nieuwe coalitiepartij te vormen, namelijk het Volk van de Vrijheid. Deze partij bestaat onder andere uit Berlusconi's Forza Italia, en de nationalistische Alleanza Nazionale. Unie van Christen- en Centrum-Democraten werd aanvankelijk ook uitgenodigd voor de nieuwe partij, maar deze partij sloeg het bod af en besloot alleen mee te doen. De partij heeft samen met de partij Rosa Bianca besloten om gezamenlijk mee te doen onder de naam Unie van het Centrum, met UDC-leider Pier Ferdinando Casini als kandidaat-premier. Het kabinet dat er na de verkiezingen komt, wordt het 62e sinds het einde van de Tweede Wereldoorlog.

## Verkiezingscampagne

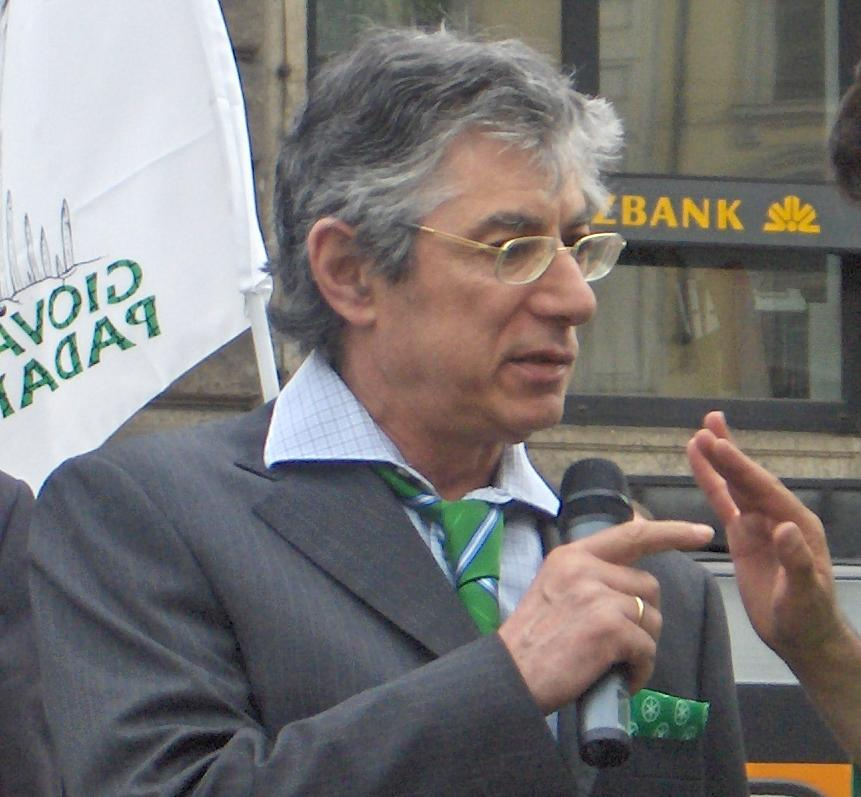
Umberto Bossi tijdens de campagne

### Fascist als kandidaat van de PdL
In maart 2007 maakte Berlusconi bekend dat Giuseppe Ciarrapico een kandidaat zou worden namens zijn partij, de PdL. Ciarrapico is een 74-jarige ondernemer en oud-voorzitter van de voetbalclub AS Roma. Tevens is hij een zelfverklaard fascist en bewonderaar van Benito Mussolini. Dit leidde tot veel kritiek, waaronder ook binnen de partij, zoals Gianfranco Fini en coalitiegenoot Umberto Bossi, de leider van Lega Nord. Berlusconi verdedigde zijn besluit, door te zeggen dat "Ciarrapico over een aantal belangrijke titels beschikt en dat hij ons zou helpen als we niet vijandig tegenover hem zijn". Overigens blijft Ciarrapico vasthouden aan zijn fascistische overtuigingen. Voor centrumlinkse politici is de toetreding van uitgever Giuseppe Ciarrapico tot Popolo della Liberta het bewijs van "de stap te ver naar extreemrechts" van de partij. "Berlusconi heeft zijn lijst met bijna alles opgevuld", zei Dario Franceschini, viceleider van de Democratische Partij en belangrijkste tegenstander van Berlusconi.

### Alitalia
Een belangrijk thema tijdens de verkiezingen is de mogelijk overname van Alitalia door Air France-KLM. Terwijl de huidige regering Prodi-II toestemming heeft gegeven voor de overname, wil Air France-KLM eerst ook goedkeuring krijgen van de nieuwe regering. Aangezien Berlusconi waarschijnlijk deze zal winnen en dus ook de nieuwe premier zal worden, is de overname op losse schroeven komen te staan. Hij vindt het bod van Air France-KLM op verschillende punten onacceptabel en hij vindt het "arrogant". Hij riep Italiaanse investeerders op om een bod te doen dat hoger ligt dan dat van Air France-KLM. Zelf heeft hij geen interesse in een overname van de noodlijdende Italiaanse luchtvaartmaatschappij. “Het antwoord aan Air France-KLM van de volgende premier zal een volhartig ’nee’ zijn”, aldus Berlusconi. Op 3 april mislukte de onderhandelingen tussen Air France-KLM en Alitalia, wat leidde tot het ontslag van Alitalia-bestuursvoorzitter. Volgens AirFrance-KLM kwamen de bonden, die met de overname moeten instemmen, ineens met een nieuw eisenpakket.

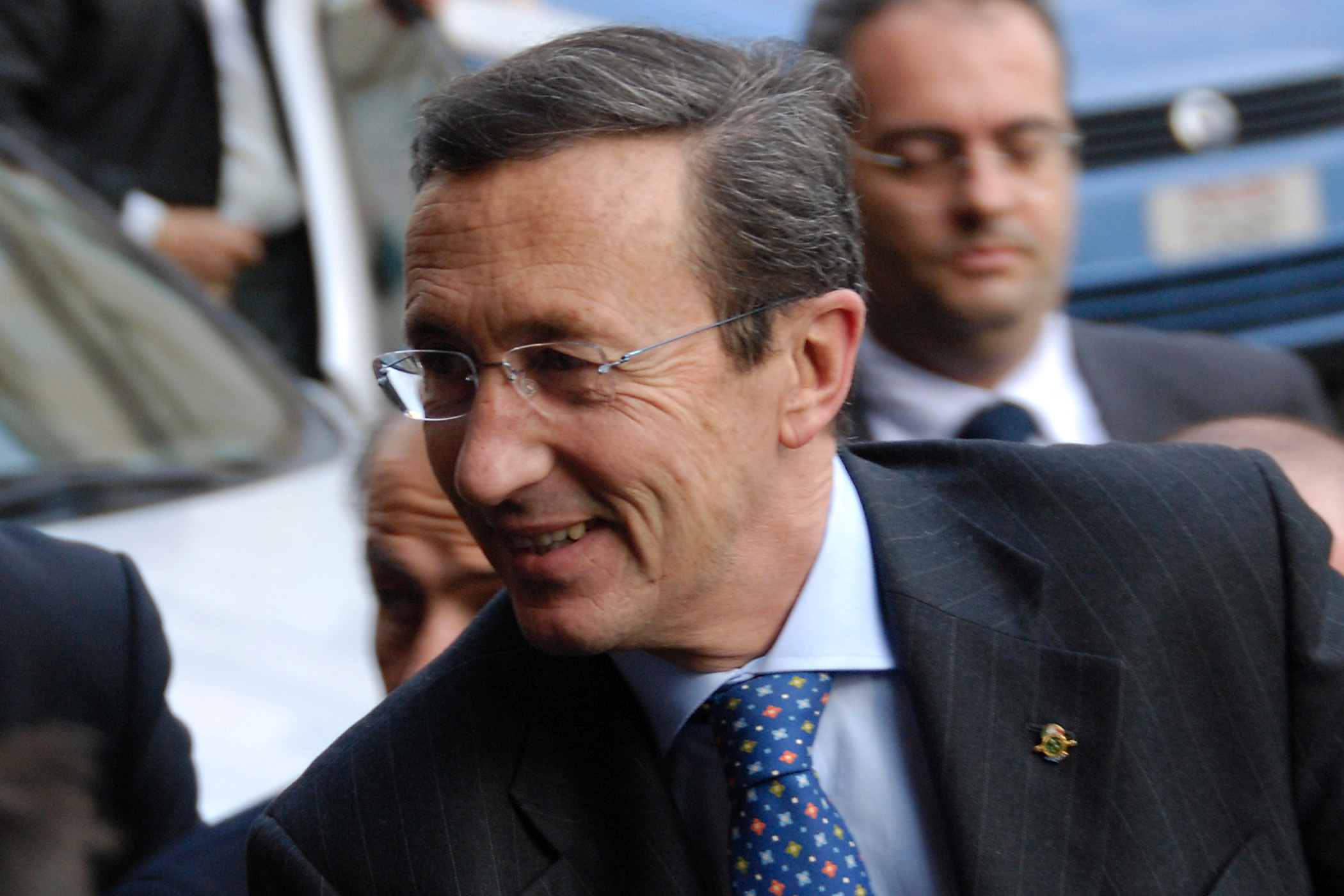
Gianfranco Fini tijdens de campagne in Turijn op 20 maart

### Tv-debat Berlusconi-Veltroni
De centrumlinkse kandidaat Veltroni wil graag voor de verkiezingen op 13 en 14 april een tv-debat met Berlusconi, maar die weigert dat. Dit leidde tot kritiek in Italië, en ook van Berlusconi's bondgenoot Umberto Bossi van de separatistische Lega Nord. Volgens Bossi zou Berlusconi zo gemakkelijk winnen, "als hij op tv komt, maakt hij grappen en praat niet over politiek. Dus wint hij, want dat zijn de dingen waarop de mensen letten".

### Mogelijk uitstel van de verkiezingen
In de laatste week voor de verkiezingen dreigde de verkiezingen te worden uitgesteld. Reden was om tijd en ruimte te geven aan het christendemocratische Democrazia Cristiana van Giuseppe Pizza. Deze partij was in eerste instantie uitgesloten van verkiezingsdeelname, maar kreeg de week daarvoor te horen dat het toch mocht meedoen. Maar op de stemformulieren stond de partij niet vermeld. Uitstel leek wettelijk gezien onafwendbaar. "Een drama voor het land", aldus Berlusconi. Maandag 7 april maakte Pizza toch bekend niet mee te zullen doen, "om de democratie niet te hinderen". Maar de Democratische Partij en het Volk van de Vrijheid willen alsnog een vervangend stembiljet. Partijen als de PdL en de Lega Nord staan volgens de PdL te dicht tegen elkaar, zodat volgens hen de kiezers mogelijk denken dat zij een kruis door beide partijlogo’s moeten zetten, wat hun stem onherroepelijk ongeldig zou maken. Berlusconi ziet er opzet in van ‘de communisten’ die hem pootje zouden willen lichten. Umberto Bossi van de Lega Nord heeft gedreigd dat zijn aanhang "de geweren aanlegt" indien de biljetten niet worden herdrukt. Walter Veltroni reageerde: "In wat voor land leven wij?" Berlusconi reageerde daarop: "Ach, jullie weten toch hoe hij is".

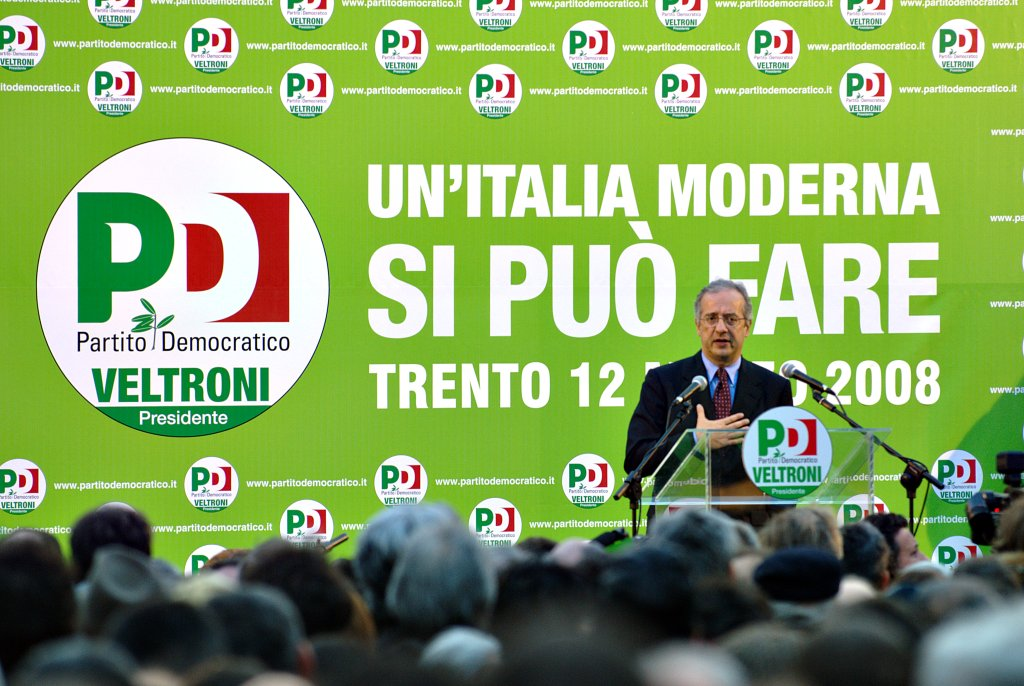
Walter Veltroni tijdens de campagne in Trente op 12 maart

### Samenwerking Berlusconi-Veltroni?
Voor het eerst is een ´Grote Coalitie´ tussen Berlusconi en Veltroni een optie. Berlusconi heeft als plannen de onroerendgoedbelasting af te schaffen op het eerste huis, een bonus van duizend euro voor elke boreling, een verhoging van de laagste pensioenen, een geleidelijke verlaging van de inkomstenbelasting en het bestrijden van de enorme verspillingen van het staatsapparaat. Opmerkelijk genoeg is Walter Veltroni het op bijna alle punten met hem eens. Hierdoor is het idee van een Grote Coalitie gekomen, die al de naam ’Veltrusconi’ heeft gekregen. De kans bestaat namelijk dat de winnaar – als gevolg van het kiessysteem – wél een ruime meerderheid in het Huis van Afgevaardigden krijgt, maar het in de Senaat moet doen met een krappe meerderheid of zelfs een minderheid. En dan wordt besluitvaardig regeren onmogelijk.
In een interview met tv-zender Canale Italia beloofde Berlusconi dat als hij aan de macht komt, zijn regering uit 60 mensen zal bestaan, ministers, vice-ministers en sottosegretari, staatssecretarissen, inbegrepen. Dat is exact de helft van het aantal mensen in de huidige regering. Zou hij het menen of was het een pesce d’aprile, eenaprilgrap?

### Afsluiting campagne
Op 11 april sloot het Volk van de Vrijheid haar verkiezingscampagne af. Berlusconi roep zijn aanhangers bij het Colosseum in Rome op twijfelende kiezers over de streep te trekken voor de parlementsverkiezingen.
Bij de afsluiting van de verkiezingscampagne van de Democratische Partij riep Veltroni vrijdag de Italianen op van hun land te houden. "Het is noodzakelijk dat we Italië met waarde dienen en dat we dat doen als een eer", aldus Veltroni in Rome tegenover 40.000 aanhangers van de centrumlinkse DP. "Als ik premier zal worden, dan is dit voor mij de grootste eer en ik zal mijn functie maximaal uitoefenen om dit land te veranderen, want dit land heeft veranderingen nodig".

## Belangrijkste kandidaten

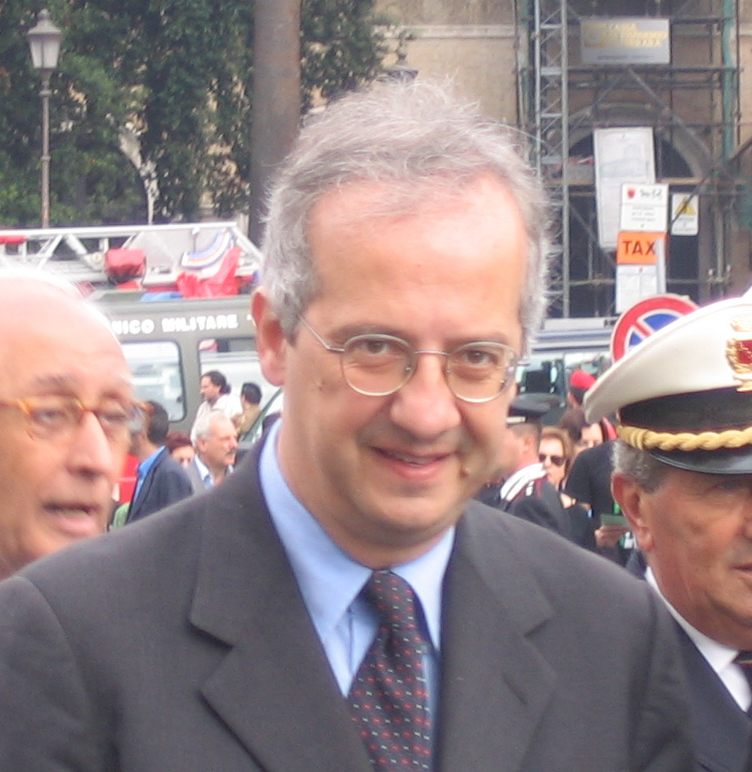
Voormalige burgemeester Walter Veltroni van Rome en leider van de Democratische Partij
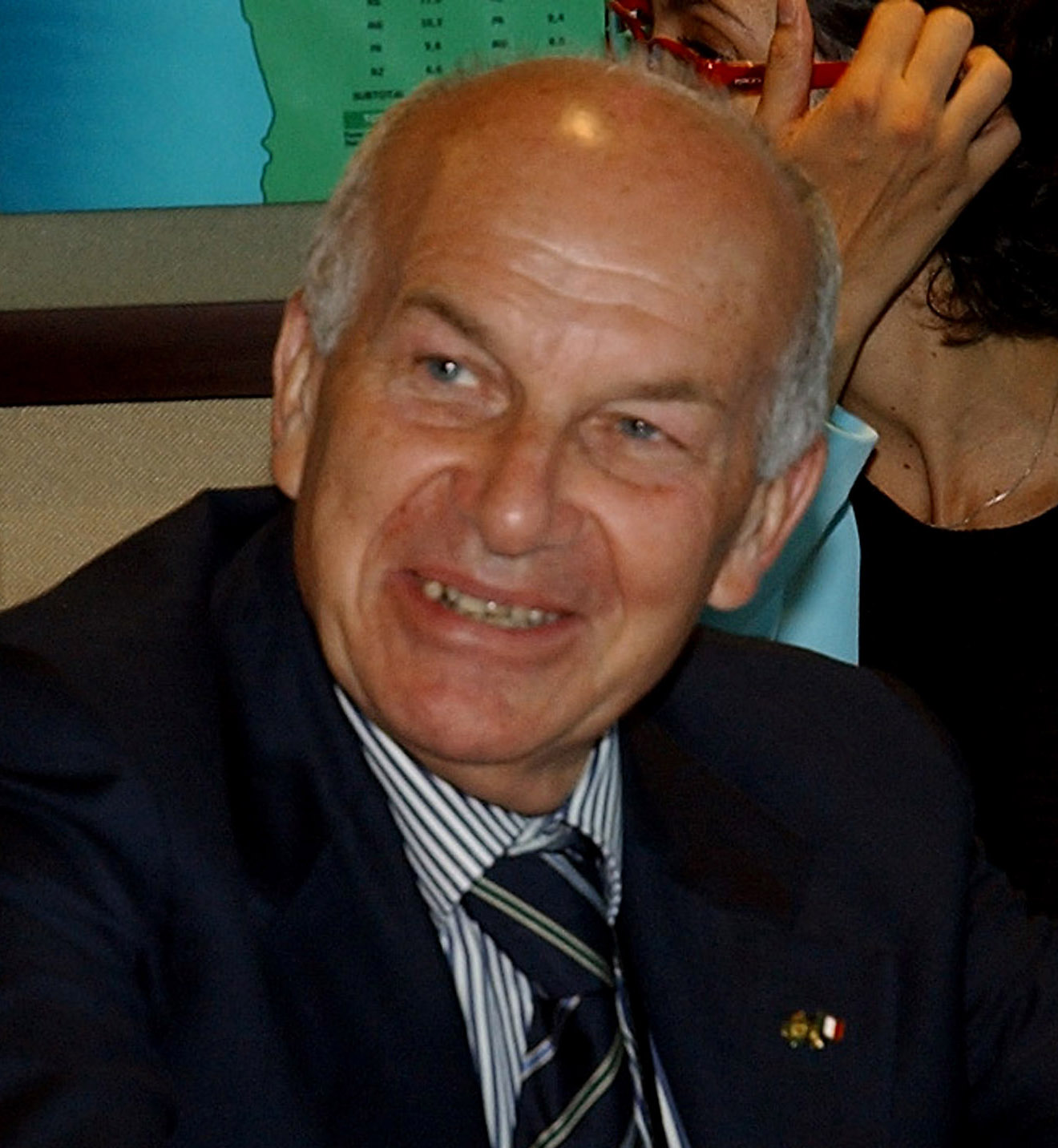
Fausto Bertinotti van de De linkse Regenboog
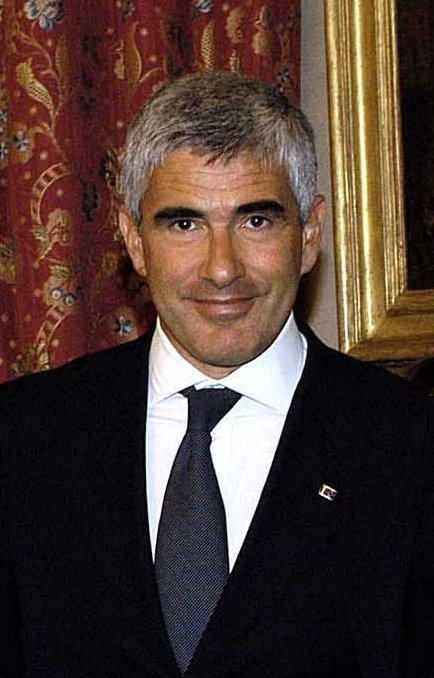
Pier Ferdinando Casini van de Unie van het Centrum

## Programma van de DP en de PdL
Er zijn weinig verschillen tussen het programma van de Democratische Partij en die van het Volk van de Vrijheid. Zo willen beide partijen de belasting te verlagen, de publieke uitgaven te verminderen en de staatsschuld te verkleinen. Alleen over de 3,7 miljoen migranten – 6,2 procent van de bevolking, in 2006 – staan de partijen lijnrecht tegenover elkaar. De PdL is tegen het “multi-etnische couscousland is dat de tegenstanders willen creëren”. De coalitie is helder: migratie is een bedreiging. “Alle migranten zonder vaste verblijfplaats moeten het land verlaten”, zegt het verkiezingsmanifest. Veltroni benadrukt echter, dat “Immigratie geen dreiging is, maar een kans. Maar om het gevoel van gevaar te vermijden, moeten we ze wel in goede banen leiden, in plaats van ondergaan.” Veltroni wil betere wetten om religieuze vrijheid te beschermen en wil dat mensen na een vast verblijf van vijf jaar stemrecht krijgen. En hij wil het recht op asiel reguleren, want de huidige restrictieve wetgeving stimuleert de illegale immigratie alleen maar, volgens de Democratische Partij.
De Bossi-Finiwet, tijdens het premierschap van Berlusconi van 2001 tot 2006 opgesteld, stelt een jaarlijks quotum voor buitenlandse arbeiders en laat arbeiders alleen toe een verblijfsvergunning te krijgen als ze een contract hebben. De rest wordt vastgehouden in detentiecentra en teruggestuurd naar het land van herkomst. Immigranten die de hoge kosten van stabiel onderdak niet kunnen opbrengen, lopen tegen strenge maatregelen aan. Gedwongen verwijderingen zijn gebruikelijk in Rome, waar 250.000 immigranten wonen, en in Milaan, met meer dan 200.000. “Eén verwijdering per dag in 2007”, volgens het gemeentebestuur in Milaan. Vakbonden vragen alle partijen nu om permanente oplossingen te beloven, zoals huisvesting, banen en onderwijs voor kinderen. “Electorale verwijderingen zonder oplossingen maken het alleen maar erger”, zegt Onorio Rosati, secretaris-generaal van de Milanese Arbeidskamer. De detentiecentra zijn regelmatig bekritiseerd door mensenrechtenorganisaties. Een onafhankelijke VN-commissie klaagde over de afwezigheid van assistentie aan migranten. Een commissie van het Europees Parlement sprak van “voedsel van lage kwaliteit, slechte hygiëne en gebrek aan medische en juridische hulp”. “De abnormale detentiecentra moeten worden vervangen door andere soorten ontvangstcentra, die migranten helpen tijdens de procedure”, vindt Anna Pizzo, onafhankelijke adviseur voor de regio Lazio. Gianfranco Fini, ook uit het kamp-Berlusconi, trekt zich van de kritiek niets aan. Op een persconferentie maandag zei hij dat hij vooral gaat inzetten op een strenger uitzettingsbeleid: “Als we de verkiezingen winnen, zullen we nieuwe detentiecentra openen”.

## Buitenlandse Italianen
De laatste dagen voor de verkiezingen startte het Italiaanse gerecht een onderzoek naar mogelijke fraude tijdens de parlementsverkiezingen voor Italianen die in het buitenland wonen. Volgens La Stampa zou een Italiaans parlementslid, wiens naam en politieke partij niet gekend is, naar de Siciliaanse zakenman Aldo Miccichè zijn toegestapt, die in Venezuela woont. Het parlementslid wilde dat de zakenman met de maffia aan tafel zou gaan zitten om voor stemmen te zorgen. De zakenman zou daarop met zijn verzoek naar leden van de Calabrese maffia 'Ndrangheta zijn gestapt. De onderhandelingen gingen naar verluidt over 50.000 stemmen.

### Stemmen in Nederland verblijvende Italianen
Mensen die in Nederland verblijven en de Italiaanse nationaliteit bezitten dienden er zorg voor te dragen dat hun stem uiterlijk 10 april om 4 uur 's middags bij het Consolato Generale d'Italia in Amsterdam binnen waren.

## Peilingen
| Partij                                   | Volk van de Vrijheid | Democratische Partij | De linkse Regenboog | Unie van het Centrum | Lega Nord | Italia dei Valori | Witte Roos | Overige |
| ---------------------------------------- | -------------------- | -------------------- | ------------------- | -------------------- | --------- | ----------------- | ---------- | ------- |
| 6 febr. (SWG / RAI )                     | 49,0                 | 32,0                 | 10,0                | -                    | -         | 5,0               | 3,0        | 1,0     |
| 13 febr. (IPR Marketing / La Repubblica) | 46,0                 | 46,0                 | -                   | 6,0                  | -         | -                 | 2,0        | -       |
| 6 mrt. (Lorien Consulting)               | 35,9                 | 33,5                 | 8,4                 | 7,4                  | 6,5       | 3,1               | -          | 5,1     |
| 15 mrt. (SWG )                           | 37,0                 | 33,0                 | 7,0                 | 7,0                  | 6,5       | 3,5               | -          | 4,7     |
| 16 mrt. (Digis )                         | 41,1                 | 33,4                 | 7,1                 | 7,0                  | 4,6       | 3,3               | -          | 3,5     |
| 17 mrt. (IPR Marketing / La Repubblica)  | 38,5                 | 32,5                 | 7,5                 | 7,0                  | 4,5       | 4,0               | -          | 5,8     |
| 18 mrt. (Crespi Ricerche)                | 34,5                 | 31,8                 | 7,0                 | 7,4                  | 7,0       | 3,0               | -          | 9,0     |
| 22 mrt. (Dinamiche)                      | 37,9                 | 33,2                 | 7,7                 | 6,1                  | 5,6       | 3,7               | -          | 5,8     |
| 23 mrt. (Digis)                          | 40,4                 | 34,5                 | 6,7                 | 6,9                  | 4,1       | 3,7               | -          | 3,7     |
| 25 mrt. (Demoskopea / Sky TG24 )         | 37,7                 | 31,3                 | 10,2                | 6,8                  | 4,6       | 2,3               | -          | 7,1     |
| 28 mrt. (La Repubblica)                  | 45,7                 | 39,1                 | 6,0                 | 5,8                  | ?         | ?                 | -          | ?       |
| 31 mrt. (Dinamiche )                     | 38,1                 | 33,3                 | 7,5                 | 6,3                  | 5,5       | 3,5               | -          | 5,8     |
| Partij                                   | Volk van de Vrijheid | Democratische Partij | De linkse Regenboog | Unie van het Centrum | Lega Nord | Italia dei Valori | Witte Roos | Overige |

## Uitslagen
Ruim 47 miljoen Italianen konden op 13 en 14 april hun stem uitbrengen. Ondanks het feit dat Berlusconi ruim voorop in de peilingen ligt, was de uitslag niet zeker van tevoren, aangezien er nog relatief veel zwevende kiezers waren in Italië. De winnaar van de verkiezingen zou dankzij het kiesstelsel automatisch een meerderheid in het parlement krijgen. De verkiezingen waren over twee dagen uitgesmeerd, omdat de drukte bij de stemlokalen in 2001 tot lange wachttijden leidde.
De stembureaus sloten om 15:00 uur. In de eerste prognoses bleek dat de partij van Silvio Berlusconi voorop liep. Hij zou met een kleine voorsprong van 2 procent voorlopen op de partij van Veltroni. Zondag bracht ongeveer 63 procent van de kiezers z'n stem uit. Dat was vier procent minder dan de eerste stemdag bij de vorige verkiezingen. Relatief veel Italianen voelden de plicht om te gaan stemmen en daarom is de opkomst meestal redelijk hoog. Maar het vertrouwen van de bevolking in de politiek lijkt volledig weg te zijn. Sinds het eind van de Tweede Wereldoorlog gingen de Italianen 62 keer naar de stembus om een nieuw parlement te kiezen. De officiële uitslag bevestigde de prognoses; Berlusconi was de winnaar van de verkiezingen. Veltroni erkende maandagavond zijn nederlaag en feliciteerde Berlusconi per telefoon met zijn overwinning. "Het is in democratische landen gebruikelijk en ik vind het juist. Dus ik heb hem gebeld en veel geluk gewenst". Veltroni zei niettemin bereid te zijn met de regering samen te werken ‘om direct de institutionele hervormingen door te voeren die het land nodig heeft’. Zowel centrumrechts als centrumlinks wil Italië moderniseren door de enorme bureaucratie aan te pakken en het vermolmde politieke stelsel te veranderen.
Het winnen van de Italiaanse parlementsverkiezingen brengt een grote verantwoordelijkheid met zich mee. Dat zei Berlusconi maandagavond gezegd op de Italiaanse omroep RAI. Berlusconi zei bereid te zijn met de oppositie samen te werken om hervormingen te realiseren en beloofde met twaalf ministers, onder wie vier vrouwen, zijn vijfjarige ambtstermijn vol te maken. Hij krijgt een ruime meerderheid achter zich in de Italiaanse Senaat en een meerderheid in het Huis van Afgevaardigden. Dat heeft RAI gemeld op basis van stembuspeilingen. Volgens RAI komt Berlusconi in de Senaat op 163 van de 315 zetels en Veltroni op 141. In het Italiaanse Huis zou Berlusconi 7 procent voor lopen op Veltroni.
Verder heeft Berlusconi zijn kiezers belastingverlaging en sanering van het overheidsapparaat beloofd. Als voorbeelden van zaken die hij snel wil aanpakken noemde hij de vuilniscrisis in Napels en de problemen rond overname van luchtvaartmaatschappij Alitalia door Air France/KLM. De best mogelijke coalitie is die tussen de PdL en Lega Nord, de grote winnaar van de verkiezingen. Maar de verhoudingen tussen Berlusconi Umberto Bossi, de leider van de Lega Nord, zijn uiterst moeizaam. In 1994 liet Bossi het kabinet van Berlusconi nog vallen. Bossi wil het liefst het noordelijke deel van Italië afscheiden. Hij is ook tegen een overname van Alitalia.
Ter linkerzijde verdwijnen de communistische partijen, die in Italië altijd op een aanzienlijke aanhang konden rekenen, geheel uit het parlement. Dat is voor het eerst sinds het einde van de Tweede Wereldoorlog. De verslagenheid was groot over het historische verlies van De linkse Regenboog, waartoe de twee belangrijkste communistische partijen van Italië behoren. Fausto Bertinotti, partijleider van de Partito della Rifondazione Comunista, kondigde gisteren aan af te treden. ‘Dit is een duidelijke nederlaag van onvoorziene omvang’, zei Bertinotti. ‘Het is tijd voor zelfkritiek’.
Pier Ferdinando Casini van het Unie van het Centrum feliciteerde Berlusconi met zijn overwinning: "We zullen een oppositiepartij worden dat zal investeren in de politieke toekomst van dit land. We zullen voor wetten stemmen die we nuttig achten en tegen wetten stemmen die dat niet zijn. Vandaag heeft Berlusconi de scepter in zijn hand en ik wens hem veel succes".

### Kamer
|        | Partij                                    | stemmen    | %      | zetels |
| ------ | ----------------------------------------- | ---------- | ------ | ------ |
|        | Volk van de Vrijheid                      | 13.628.865 | 37,388 | 276    |
|        | Lega Nord                                 | 3.024.522  | 8,297  | 60     |
|        | Movimento per l'Autonomia                 | 410.487    | 1,126  | 8      |
|        | Silvio Berlusconi Coalitie                | 17.063.874 | 46,811 | 344    |
|        | Democratische Partij                      | 12.092.998 | 33,174 | 217    |
|        | Italië van de Waarden                     | 1.593.675  | 4,371  | 29     |
|        | Walter Veltroni Coalitie                  | 13.686.673 | 37,545 | 246    |
|        | De linkse Regenboog                       | 1.124.418  | 3,084  | 0      |
|        | Unie van het Centrum                      | 2.050.319  | 5,624  | 36     |
|        | La Destra–Fiamma Tricolore                | 885.229    | 2,428  | 0      |
|        | Partito Socialista                        | 355.581    | 0,98   | 0      |
|        | Südtiroler Volkspartei                    | 147.666    | 0,41   | 2      |
|        | Autonomie Liberté Démocratie              | 29.311     | 0,08   | 1      |
|        | Movimento Associativo Italiani all'Estero | -          | -      | 1      |
|        | Overige                                   | 1.138.545  | 3.11   | -      |
| Totaal |                                           | 36.452.306 | 100    | 630    |

### Senaat
|        | Partij                     | stemmen    | %      | zetels |
| ------ | -------------------------- | ---------- | ------ | ------ |
|        | Volk van de Vrijheid       | 12.510.306 | 38,174 | 147    |
|        | Lega Nord                  | 2.642.167  | 8,062  | 25     |
|        | Movimento per l'Autonomia  | 355.076    | 1,083  | 2      |
|        | Silvio Berlusconi Coalitie | 15.507.549 | 47,319 | 174    |
|        | Democratische Partij       | 11.042.325 | 33,695 | 118    |
|        | Italië van de Waarden      | 1.414.118  | 4,315  | 14     |
|        | Walter Veltroni Coalitie   | 12.456.443 | 38,01  | 132    |
|        | De linkse Regenboog        | 1.053.154  | 3,213  | 0      |
|        | Unie van het Centrum       | 1.866.294  | 5,694  | 3      |
|        | La Destra–Fiamma Tricolore | 687.211    | 2,096  | 0      |
|        | Partito Socialista         | 284.428    | 0,87   | 0      |
|        | Overige                    | 916.148    | 2,78   | 6      |
| Totaal |                            | 32.771.227 | 100    | 315    |

## Foto's

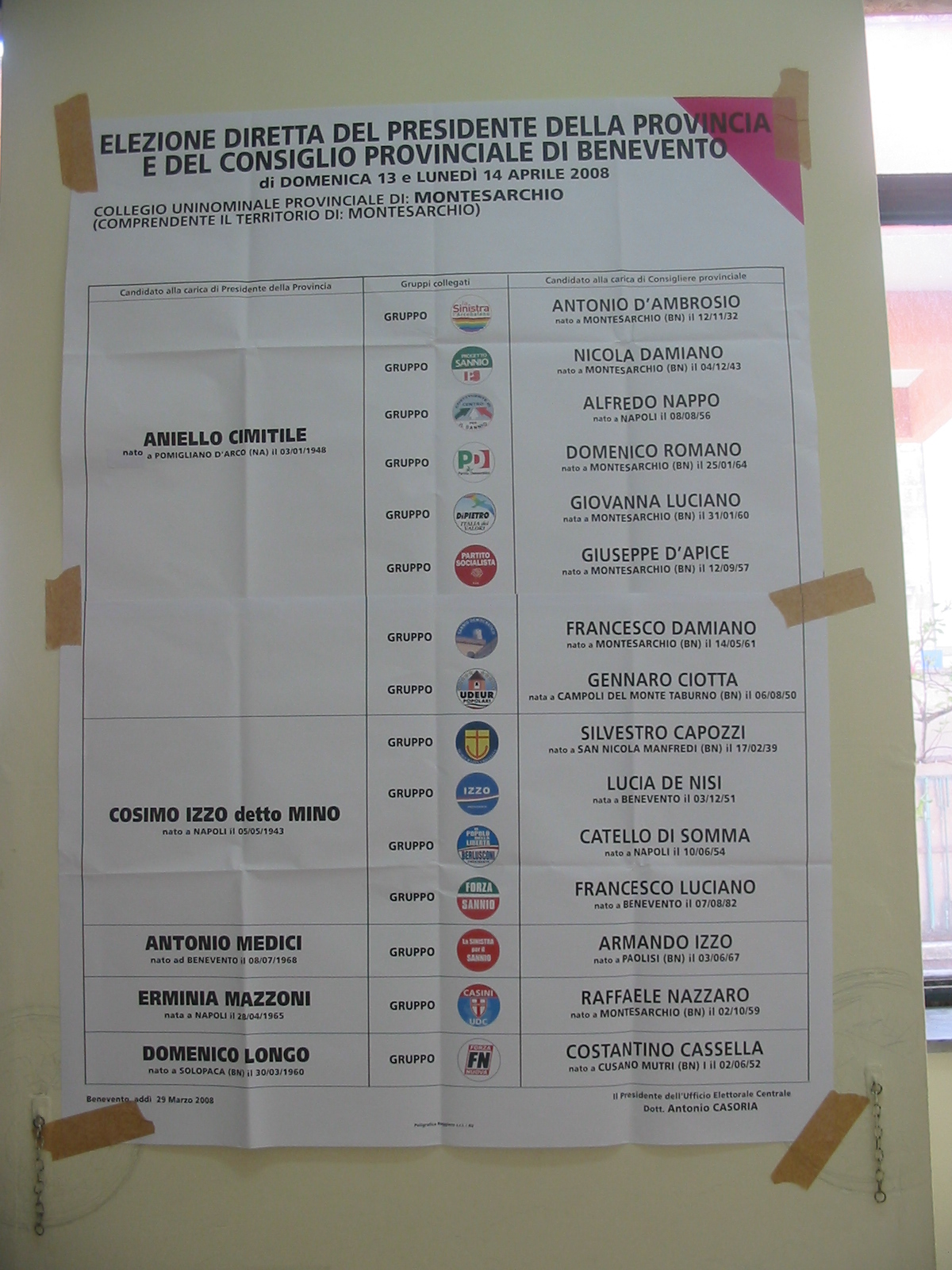
Verkiezingsdag in Benevento
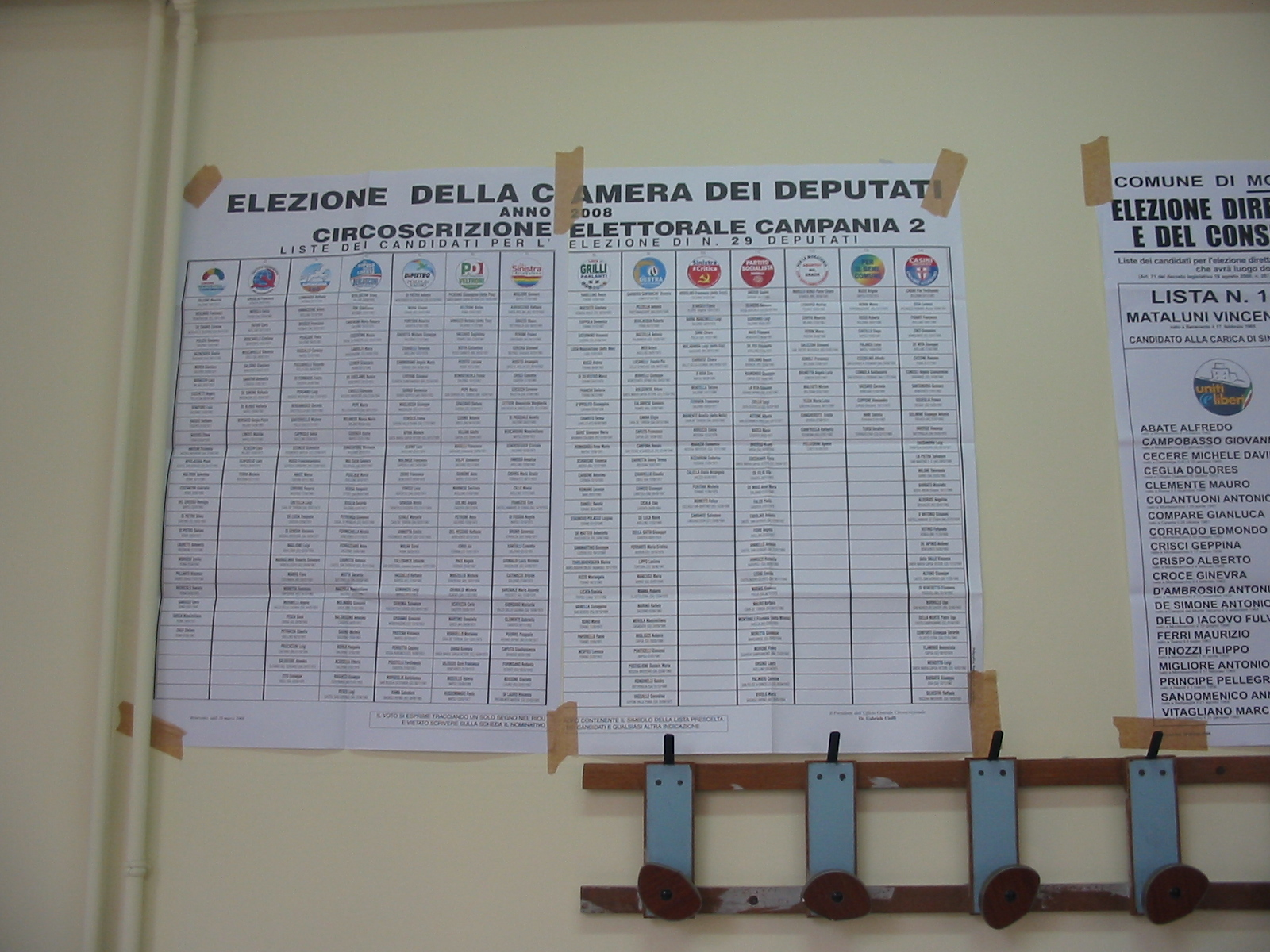
Verkiezingsdag in Campania
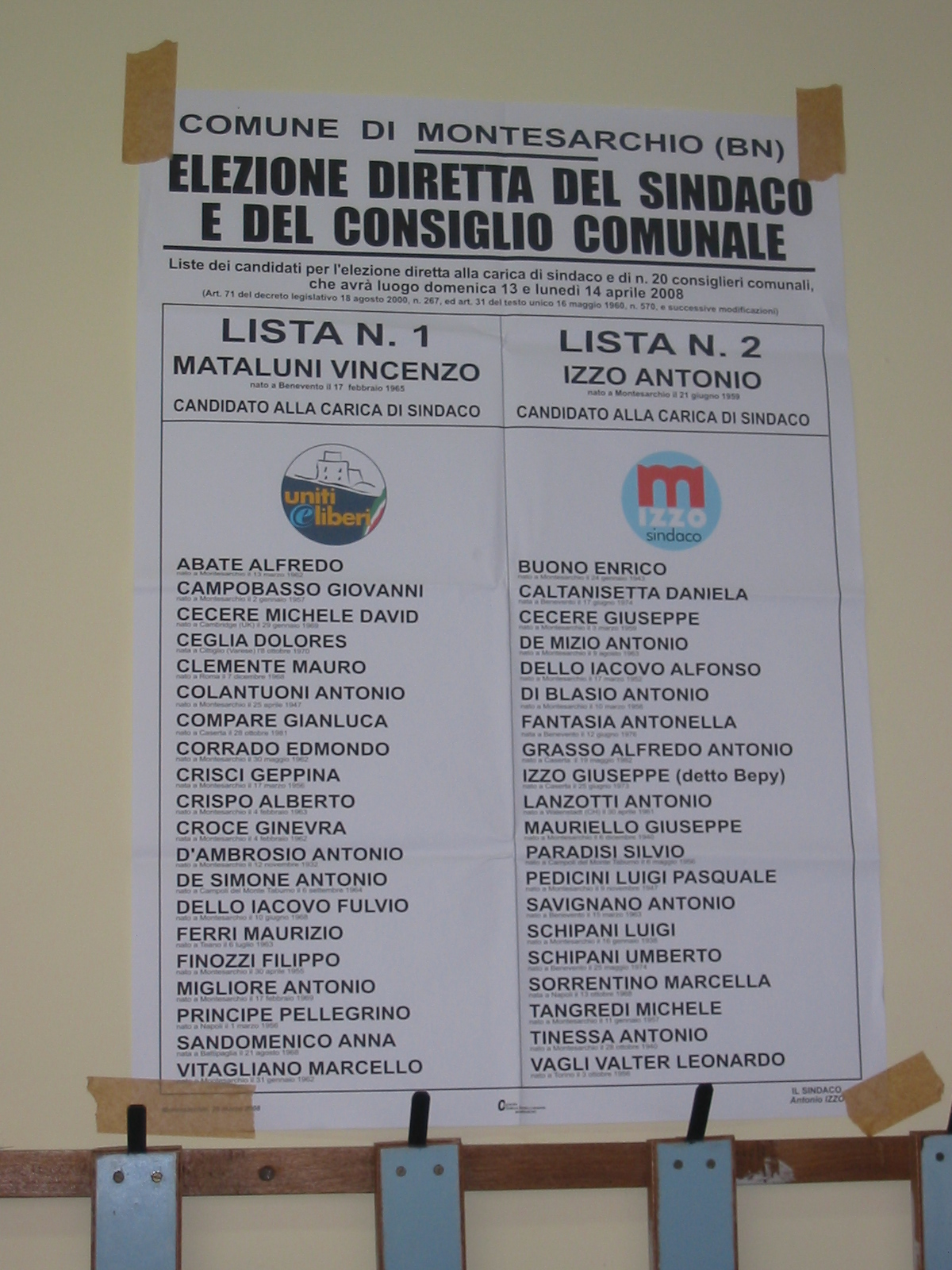
Verkiezingsdag in Montesarchio
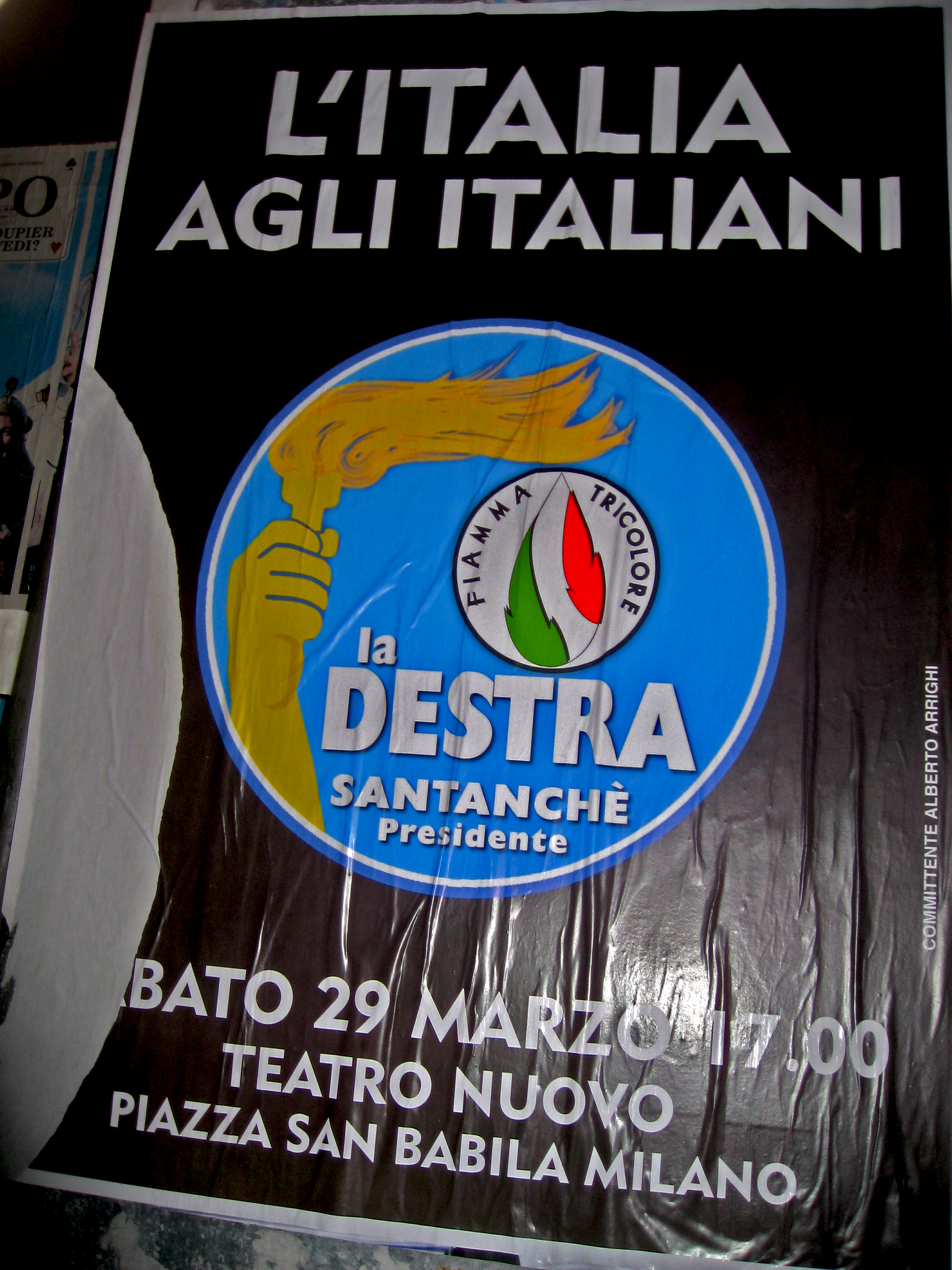
Verkiezingsposter van La Destra
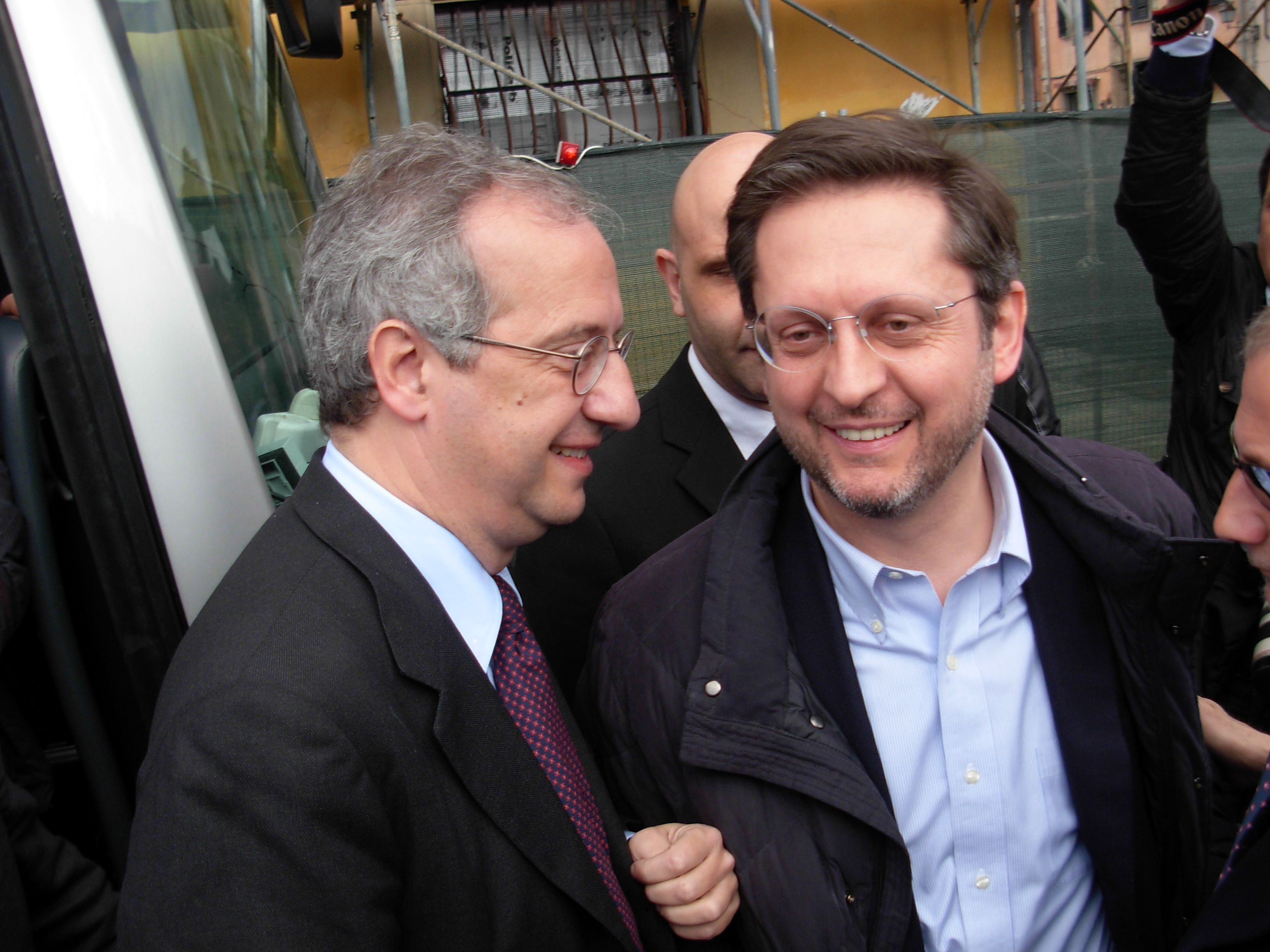
Walter Veltroni en Marco Filippeschi in Pisa

1996 · 2001 · 2006 · 2008 · 2013 · 2018 · 2022